# Sơn Nguyên
Sơn Nguyên là một xã thuộc huyện Sơn Hòa, tỉnh Phú Yên, Việt Nam.
Xã Sơn Nguyên có diện tích 64,92 km², dân số năm 1999 là 4429 người, mật độ dân số đạt 68 người/km².